# Belgische verkiezingen 1929
Op zondag 26 mei 1929 vonden er wetgevende verkiezingen in België plaats. Het parlement (Kamer en Senaat) werd volledig vernieuwd.
Na de vorige verkiezingen slaagden Katholieken en Socialisten erin een regering te vormen. De zakenwereld was tegen een dergelijk kabinet en zorgde er zo mee voor dat het ten val kwam. Daarop ontstond opnieuw een Katholiek-Liberaal kabinet, namelijk de regering-Jaspar II, dat na de verkiezingen van 1929 onder de naam Jaspar III werd verdergezet.

## Uitslagen
Opmerkelijk is de achteruitgang van de socialisten, die 70 zetels overhouden en het succes van de fronters, die met hun 11 zetels weliswaar een kleine partij bleven. In Luik was op de Socialistische lijst Lucie Dujardin verkozen, de eerste vrouw die in de kamer zetelde. Een belangrijk strijdpunt tijdens de verkiezingen was de taalkwestie voor de regering Jaspar.
| Partij | Partij                  | Kamer van volksvertegenwoordigers | Kamer van volksvertegenwoordigers | Kamer van volksvertegenwoordigers | Senaat    | Senaat         | Senaat  |
| Partij | Partij                  | Stemmen                           | %                                 | Zetels                            | Stemmen   | %              | Zetels  |
| ------ | ----------------------- | --------------------------------- | --------------------------------- | --------------------------------- | --------- | -------------- | ------- |
|        | BWP                     | 803 347                           | 36.02% (-3,46)                    | 70 (-9)                           | 781 635   | 36.75% (-4,12) | 36 (-3) |
|        | Katholieken             | 778 914                           | 35,38% (-2,04)                    | 71 (-15)                          | 762 459   | 35,85% (-1,51) | 36 (—)  |
|        | Liberalen               | 369 114                           | 16,55% (+5,94)                    | 28 (+5)                           | 359 895   | 16,92% (+0,9)  | 13 (—)  |
|        | Vlaams Nationaal        | 132 567                           | 5,94% (+5,94)                     | 11 (+5)                           | 119 632   | 5,62% (+3,33)  | 3 (+3)  |
|        | Christelijke Werklieden | 52 642                            | 2,36% (+1,42)                     | 0                                 | 55 237    | 2,6% (+2,6)    | 3 (+3)  |
|        | KPB/PCB                 | 42 237                            | 1,94% (+0,3)                      | 1 (-1)                            | 36 881    | 1,73% (+1,73)  | 0       |
|        | Overige                 | 40 248                            | 1,81%                             | 0                                 | 11 111    | 0,53%          | 0       |
|        | Blanco en ongeldig      | 116 660                           | 4,97%                             |                                   | 164 702   | 7,19%          |         |
| Totaal | Totaal                  | 2 346 729                         | 100%                              | 187                               | 2 291 577 | 100%           | 93      |

## Verkozenen
- Kamer van volksvertegenwoordigers (samenstelling 1929-1932)
- Samenstelling Belgische Senaat 1929-1932

## Regeringsvorming
Na de verkiezingen werd de regering-Jaspar III gevormd.